# Слепанов, Алексей Сергеевич
Алексей Сергеевич Слепанов (17.01.1923 — 29.09.1944) — разведчик 759-го стрелкового полка, красноармеец. Герой Советского Союза.

## Биография
Родился в 1923 году в деревне Малые Печерки ныне Шатковского района Нижегородской области. С 12 лет работал в колхозе.
Осенью 1942 года был призван в Красную Армию Гагинским райвоенкоматом. С этого времени на фронте, стал разведчиком. Особо отличился в боях при форсировании реки Южный Буг.
13 марта 1944 года в составе группы из 15 добровольцев красноармеец Слепанов преодолел реку Южный Буг в районе села Ладыжин. Бойцы захватили рубеж, чем обеспечили форсирование реки другими подразделениями полка.
Указом Президиума Верховного Совета СССР от 13 сентября 1944 года за образцовое выполнение боевых заданий командования и проявленные при этом мужество и героизм красноармейцу Слепанову Алексею Сергеевичу присвоено звание Героя Советского Союза.
Высокую награду воин получить не успел. На территории Румынии он с группой разведчиков вновь отправился в тыл врага. Возвращаясь после выполнения задания, у переднего края обороны разведчики приняли бой. Слепанов прикрывал отход товарищей, в перестрелке он получил девять ранений. От полученных ран скончался 29 сентября 1944 года. Похоронен на центральной площади города Айуд.
Награждён орденом Ленина.
Имя Героя было присвоено пионерским дружинам школ № 62 в Горьком и в родной деревне.